# Roger Roger
Pour les personnes ayant le même patronyme, voir Roger.
Roger Roger, né le 5 août 1911 à Rouen et mort le 12 juin 1995 à Deauville, est un compositeur français qui s'est beaucoup illustré dans la musique légère.

## Biographie
Roger Roger commence en composant des musiques de documentaires, puis de films (scènes de pantomime dans Les Enfants du paradis), puis d'émissions comme Reine d’un jour avec Jean Nohain ou le Crochet radiophonique avec Saint-Granier.
Il édite à partir de 1955 une vingtaine d'albums qui lui valent une renommée mondiale voisine de celle qu'aura plus tard Paul Mauriat.
Roger Roger a composé pour les artistes célèbres tels que Édith Piaf, Maurice Chevalier, Jean Sablon, Charles Trenet. L'une de ses œuvres les plus diffusées, Volatiles, est un instrumental connu de tous dans les années 1950-1960, même si personne n'en connaissait le titre, ni le compositeur : le morceau servait de musique d'enchaînement aux programmes du Poste parisien (qui deviendra France Inter).
En 1960, Roger Roger compose un morceau en l'honneur de Pierre-Marcel Ondher, la PMO Polka, qu'il fait paraître sur disque avec son orchestre.
Dans les années 1960, il s'essaie à la musique électronique et produit  pour les éditions Chappell, en collaboration avec Nino Nardini alias Georges Teperino ou Peter Bonello, et sous le nom de Cecil Leuter (nom de sa grand-mère), l'album Pop électronique.
Roger Roger avait épousé la cantatrice suisse Eva Rehfuss (sœur du baryton Heinz Rehfuss et arrière-petite-fille du compositeur Felix Mendelssohn). Eva Rehfuss est morte à 85 ans le 8 décembre 2008.

### Commentaire
Un site consacré à la musique classique fait à son sujet cette remarque :
« L’inconscient des mélomanes garde en mémoire une multitude de pages musicales, de mélodies qu’ils croyaient avoir oubliées. Suffisamment de fois pour qu’elles imprègnent leurs souvenirs, ces pièces, ils les ont entendues en "musique de fond" lors des actualités cinématographiques — lorsqu’elles existaient encore… — ou à l’occasion d’émissions télévisées nécessitant un commentaire sonore dont le paradoxe consiste à ne pas être remarqué lorsqu’il est présent, tout en manquant cruellement lorsqu’il est absent ! »

## Quelques titres[6],[7]
- Vive le sport[8]
- Concerto-Jazz pour harpe et orchestre avec Freddy Alberti (harpe) [8]
- Paysage[8]
- Flirt de Paris[8],[9]
- Suite symphonique « Personnage et figurines » : Le Joyeux Paysan[8],[9]
- Suite pastorale : Matin de printemps[8],[9]
- Suite « Les belles promenades » : Le Joyeux Cycliste[8],[9]
- Red garter (porte-jarretelle rouge)[8],[9]
- Organ Toccata, Roger Roger au synthétiseur
- Pop Electronique no 11, sous le pseudonyme de Cecil Leuter
- Suite météo (1970) : Sirocco (ou Camel Caravan)[8],[9]
- Suite symphonique « Personnages et figurines » (1980) : Plein feux[8],[9]
- Music Hall[8]

On peut également trouver quelques morceaux de Roger Roger sur Spotify, dont Feux follets (Jack O'Latern) assez représentatif de son style typique de la gaieté des années 1950.
C'est également l'orchestre de Roger Roger (crédité sur la pochette) qui accompagne la chanson de Charles Trenet La Java du Diable.

## Florilège de 2011 et Suite météo de 2015
Le 12 décembre 2011 parut sous le label Orphée 58 une compilation de titres de Roger Roger mettant l'accent sur la variété de ses styles musicaux à travers 26 titres (de Clowneries à Vive le sport) et nommée Roger Roger et son grand orchestre, Vol. 1. Sous le même label en décembre 2015 est paru un autre album nommé Trésors symphoniques de Roger Roger, Vol. 1: Suite météo (c'est bien Volume 1 aussi!) et contenant 5 morceaux.